# Pablo Viotti
Pablo Viotti (4 de diciembre de 1986) es un músico multinstrumentista, cantautor, actor y productor musical argentino.

## Biografía
Hijo de María Gabriela Álvarez y Rodolfo Viotti. Estudió música desde los 11 años.
Actuó y musicalizó la obra El vestido de mamá, basada en el libro homónimo del escritor y músico uruguayo Dani Umpi y Rodrigo Moraes.
Participó de varias obras teatrales como actor y músico.
Compuso la banda de música de la obra de teatro La Guiada.

## Álbumes
- 2016, El vestido de mamá
- 2017, Amores, desamores y aventuras varias de los Exis. Instrumentos voces composición y producción.[5]

## Teatro
- 2013, Perro mujer hombre. Composición musical, piano en escena y actuación.[6]
- 2016, Posdata de Ania Pablo Viotti producción y teclados.[7][8]
- 2016, El vestido de mamá. Composición, piano en escena y actuación.
- 2017, La guiada. Composición musical y diseño sonoro.
- 2018, Esta Canción. Composición de canciones, piano en escena y actuación.[9]